# Leżajsk
Leżajsk – kisváros Lengyelország délkeleti részén, a Kárpátaljai vajdaság Leżajski járásának székhelye. A San-folyó völgyében fekszik, a Jagoda-patak partján, Rzeszówtól 47 km-re északkeletre, Lublintól 130 km-re délre. 2004-ben 14,2 ezer lakosa volt, közigazgatási területe 20,3 km².

## Történelem

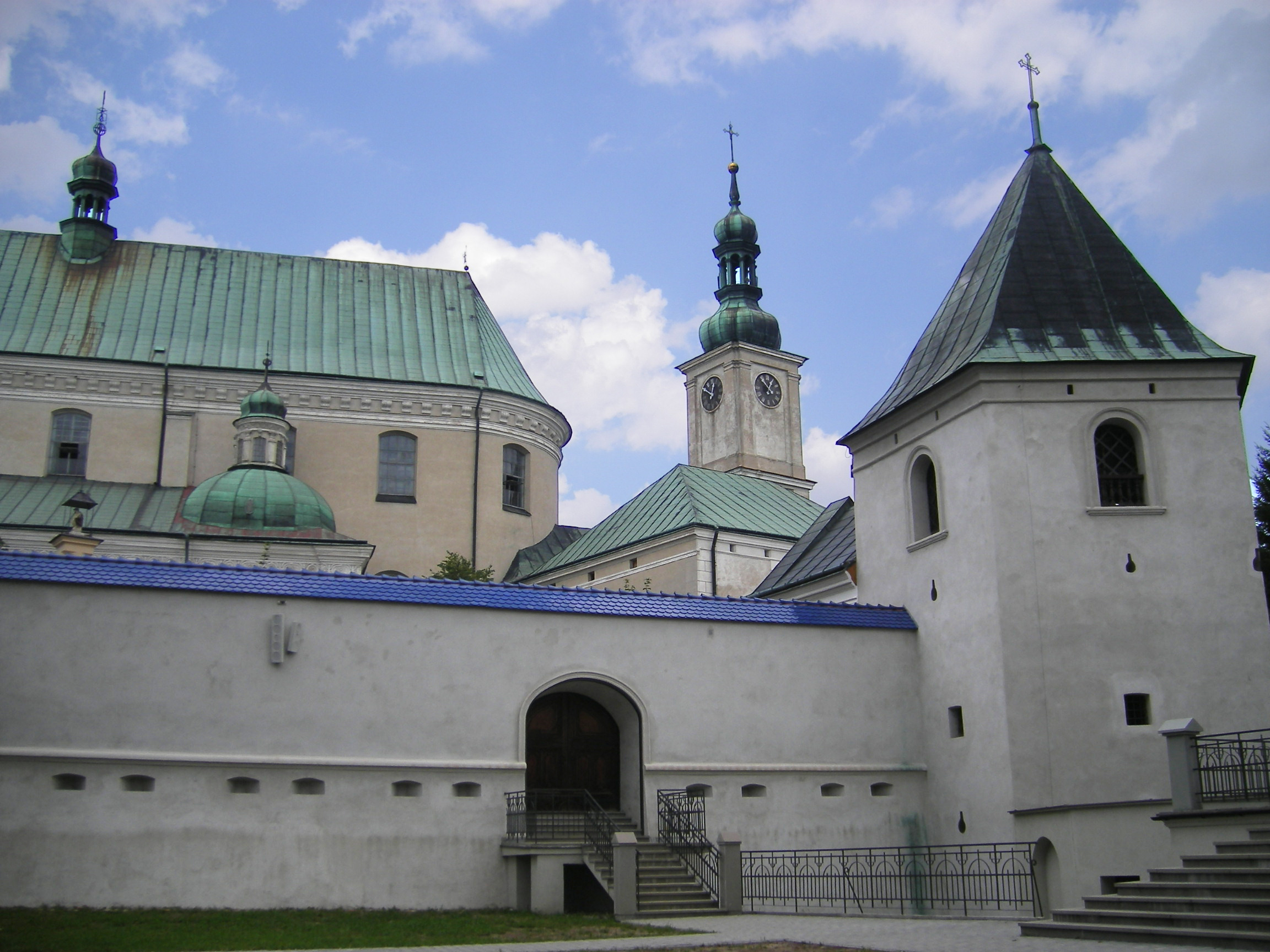
A leżajski várkolostor

A 14. században alapított település 1397-ben kapott városi jogokat. Eredetileg a San partján (Lezensko nad Sanu) feküdt, de többszöri tatár pusztítás (1498-1524 között hatszor támadták meg) után mai helyén (Lezensko Zygmuntowskie) építették újjá és erődfallal vették körül. 1590-ben alapították Bernát-rendi kolostorát, melyet 1675-ben várfalakkal vettek körül. A 18. században itt működött Elimelech (1717-1786) haszid rabbi, akinek sírja később zsidó zarándokhellyé vált. A várost sokszor pusztította tűzvész (1672, 1811, 1903, 1906), 1705-1721 között pedig hat alkalommal sújtott le a pestisjárvány. A 20. század második felében iparosodott. 1975-1998 között a Rzeszówi vajdasághoz tartozott.

## Gazdaság
A város élelmiszeriparának legismertebb terméke a Leżajsk sör (a Żywiec-csoport tagja), de gyümölcs- és zöldségfeldolgozása is számottevő. Gépgyár, szilikátüzem és dohánygyár is működik itt. Vasútállomás a Przeworsk-Nisko vonalon. Áthalad rajta a Niskót Jarosławval összekötő 77-es főút, a 875-ös Sokołów Małopolski (24 km) felé teremt összeköttetést.

## Nevezetességek

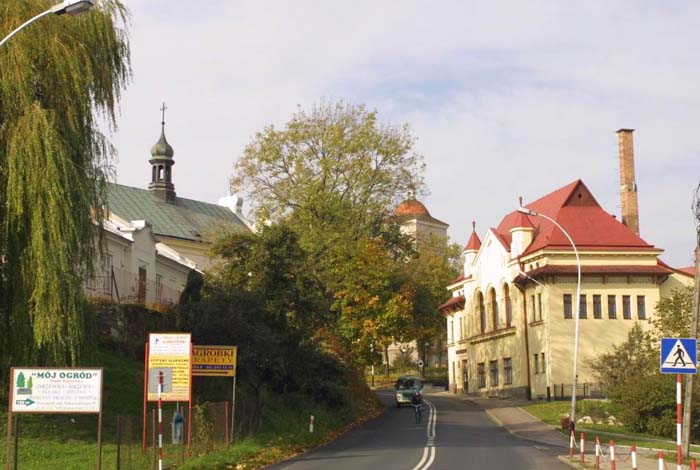
Belvárosi utcakép

- Az 1590-ben alapított Bernát-rendi várkolostor épületei 1618-1628 között épültek. A kolostortemplomba (mely késő reneszánsz stílusban épült) várkapun át juthatunk be. A jobb oldali kápolnában található a leżajski Istenanya képe, mely zarándokhellyé tette a várost. A templom fő nevezetessége a 17. század második feléből származó ezüsthangú orgona.
- A városközpontban áll a városháza épülete és az őrtorony.
- Szentháromság-templom.
- Zsidó temető a 18. századból.
- A közkönyvtárat 1913-ban alapította a Proszvita ukrán nemzetiségi egyesület.

## Testvérvárosok
- Csortkiv, Ukrajna
- Novojavorivszk, Ukrajna
- Vásárosnamény, Magyarország

## Külső hivatkozások
- Leżajsk honlapja